# Johannes Brun
Johannes Finne Brun, född den 10 mars 1832 i Verdal, död den 7 mars 1890 i Kristiania (nuvarande Oslo), var en norsk skådespelare.

## Biografi
Brun anställdes 1850 vid den nyinrättade teatern i Bergen, 1857 vid Kristiania teater, en föregångare till Nationaltheatret. Brun anses ha varit sitt lands störste skådespelare. Hans framställningskonst var sällsynt levande och präglades i lika mått av strålande humor, flödande fantasi och förbluffande förmåga av saftigt realistisk, individuell karaktäristik. Brun spelade 1878 och 1885 med stor framgång i Stockholm.
Bruns staty (av Brynjulf Bergslien) restes 1902 intill Nationaltheatret i Oslo. 
Johannes Brun blev gift med skådespelerskan Louise Larsine Brun, född Guldbrandsen, även hon en uppburen skådespelare.

## Roller (i urval)
- Falstaf i Konung Henrik IV
- Argan i Den inbillade sjuke
- Jourdain i Borgaren adelsman
- Jeppe på berget
- Per klockare i Erasmus Montanus
- Jacob von Tyboe
- Michel Perrin
- Stråman i Kärlekens komedi
- Daniel Hejre i De ungas förbund
- Gamle Ekdal i Vildanden
- Jacobsen i Ett handelshus
- Gamle Kampe i Det nya systemet